# Airfix
Airfix er et britisk mærke og tidligere fremstillingsvirksomhed, der producerede sprøjtestøbte plastik skalamodel-samlesæt. I Sotrbritannien er navnet 'Airfix' stort set blevet synonymt med plastikmodeller af denne type.
Airfix fremstillede en lang række plastikmodeller som biler, fly, skibe, militærfartøjer, tog og figurer.
Selskabet blev grundlagt i 1939 af den ungarske erhvervsmand Nicholas Kove, og navnet blev valgt, for at det kom først alfabetisk i handelsfortegnelser.
Mange kunstnere har tegnet til æskerne af Airfix' modeller, hvoraf Roy Cross er den mest berømte.
Det var ejet fra Humbrol fra 1986 indtil Humbrol krakkede d. 31. august 2006. Siden 2007 har både Humbrol og Airfix været ejet af Hornby.
I 2000 blev flysimulatorspillet Airfix Dogfighter udgivet til Microsoft Windows, hvor spillerne kan vælge imellem 15 typer Airfix modelfly og udkæmpe anden verdenskrig i et hus indrettet som i 1950'erne.
I 2009 blev der fremstillet en Spitfire i naturlig størrelse i samme stil som Airfix-sættende til BBC's tv-serie James May's Toy Stories med James May som vært. Programmet hyldede det første Airfix modelfly, der blev udgivet i 1953.